# Ivan Pavlovitch Kalmykov
Pour les articles homonymes, voir Kalmykov.
Ivan Pavlovitch Kalmykov (en russe : Иван Павлович Калмыков), né le 5 septembre 1890, mort en septembre 1920 fut ataman des cosaques de l’Oussouri et s'illustra durant la guerre civile russe. Il se révolta en février 1918 contre le pouvoir soviétique et devint l’un des seigneurs de guerre de l’Extrême-Orient russe.

## Biographie
Élu ataman en janvier 1918, Kalmykov mena des actions de guérilla contre les garnisons bolcheviques à l’est du chemin de fer de l’Est chinois et s’empara le 4 juillet 1918 de la gare de Grodekovo où il installa son quartier-général. Avec le renforcement d'éléments tchèques dépendant du général Dieterichs et l’aide de la 12e division d'infanterie japonaise, Kalmykov s'empara de Khabarovsk en septembre 1918. De la même manière que Semenov, Kalmykov dépendait étroitement de l'aide financière et matérielle qui lui était attribuée par la mission militaire japonaise.
Le 13 février 1920 il quitte Khabarovsk sous la pression des troupes rouges et franchit la frontière chinoise. Le 8 mars Kalmykov est arrêté par les autorités chinoises. Quand en septembre 1920 Kalmykov doit être extradé à Vladivostok il tente de fuir et est abattu par les soldats qui l'escortent.
Kalmykov fut l’auteur et le commanditaire de nombreux assassinats de civils. Lors d'une entrevue à Vladivostok le 20 novembre 1918 avec le général Janin, il revendiqua l’exécution des membres de la mission sanitaire suédoise qu’il supposait être des espions allemands.